# Эффект колибри
«Эффект колибри» (англ. Hummingbird) — дебютный кинофильм режиссёра Стивена Найта с Джейсоном Стейтемом в главной роли. Премьера в России — 12 июня, в США и Великобритании — 28 июня 2013 года.

## Сюжет
Во вступлении показываются кадры военных операций войск США в Афганистане, снимаемые с беспилотников, которые операторы именуют «колибри».
Действие фильма начинается в феврале, когда два лондонских рэкетира нападают на группу бездомных, среди которых есть и живущие в одной коробке Изабель и Джоуи (Джейсон Стейтем), военный дезертир, сбежавший из Афганистана год назад, которого в особо болезненные моменты преследуют галлюцинации в виде колибри. Она сбегает от них, а его избивают бандиты. Пытаясь убежать от одного из них, Джоуи случайно попадает в одну из квартир, в которой ему и удалось скрыться. На следующее утро он узнаёт, что владелец квартиры Дэймон уехал в Нью-Йорк до 1 октября. Он решил остаться здесь жить. Джоуи воспользовался его одеждой, автомобилем и кредитной картой. Напившись, он приходит к сестре милосердия Кристине, польке по происхождению, раздающей еду для бедных, и даёт ей в качестве подарка 500 фунтов, заодно попросив найти Изабель. На эти деньги она, получив согласие от настоятельницы, покупает билет на прощальное выступление своей любимой балерины, которое состоится 1 октября. Джоуи же развешивает объявление, чтобы Изабель позвонила ему на домашний номер Дэймона. Она отвечает ему, что в помощи не нуждается, ей нужно лишь немного поработать на избивших его людей. Она становится проституткой…
Джоуи находит свою семью: жену и девятилетнюю дочь. Спустя некоторое время он встречает супругу и передаёт ей деньги, обещая позже принести ещё, «побольше». Он занимается благотворительностью: заказывает пиццу для пункта раздачи еды сестры Кристины. После того как его находят в квартире соседи Дэймона (он притворился его ухажером), он понимает, что такое его положение не вечно и нанимается на работу в китайский ресторан мойщиком посуды. Однажды его просят вывести из зала пьяных футбольных фанатов. Фанаты пытаются подраться с ним, но Джоуи избивает их, делая это профессионально. Схватку замечает владелец ресторана, наняв Джоуи водителем, а на самом деле — для занятий рэкетом. Заработанные деньги он откладывает в тайник. Однажды он приглашает на ужин Кристину, прислав ей красное вечернее платье. Она приходит с фотографиями найденного в реке трупа Изабель.
Джоуи приходит к тем бандитам и узнаёт, что её постоянным клиентом был солидный мужчина тридцати лет со шрамом над глазом, работающий в Сити. На выставке фотографий он передаёт эту информацию Кристине. Она напивается, и под действием чувств они целуются. Она рассказывает свою историю: как в десять лет её изнасиловал тренер по гимнастике. Он повторял это 17 раз, но когда он пытался сделать это в 18-й, она перерезала ему горло. Вместо тюрьмы её отправили в монастырь…
После этой встречи она просит настоятельницу отправить её в миссию в Сьерра-Леоне после 1 октября. Во время очередного «сбора выручки» Джоуи приходится применить пистолет, после чего его объявили в розыск. Кристина сказала, что его информация вызвала у полиции лишь усмешку. Джоуи обращается к боссу, чтобы они нашли этого человека. Босс соглашается, но взамен Джоуи перевозит китайских эмигрантов на фабрику. Джоуи получает информацию, что насильника зовут Макс Форрестер, и что 1 октября он будет на коктейльной вечеринке.
В этот день он встречается с Кристиной и просит сфотографировать его для дочери, после чего они идут на квартиру и занимаются сексом. В это время возвращается Дэймон. Джоуи с Кристиной сбегают через запасную лестницу. Она просит его прийти на балет. Джоуи едет к жене, встречает дочь, передаёт заработанные деньги и свои фото и отправляется на вечеринку, чтобы встретиться с Форрестером. Он находит его и убивает, сбрасывая с крыши небоскрёба, после чего сбегает и засыпает пьяный на улице, возле театра. Его находит после концерта Кристина. Они прощаются. На следующий день, когда она уезжает из монастыря, Кристине передают конверт с несколькими фотографиями улыбающегося Джоуи и письмом, в котором он пишет, что вернул Дэймону деньги, которые снял с его счета и даже добавил за квартиру, сообщил полиции о торговцах людьми, миссии пожертвовал деньги, а также, что избавил город от одного очень плохого человека, хоть это не делает Джоуи хорошим, но он попробовал поступить по совести. Он желает Кристине удачи в Африке, благодарит что она была рядом, а сам планирует снова исчезнуть на улицах города.
В заключение показывают как камера наружного видеонаблюдения фиксирует Джозефа Смита, военного дезертира, а полиция непрерывно преследует его с помощью беспилотников, похожих на «колибри».

## В ролях
- Джейсон Стейтем — Джозеф «Джоуи» Смит
- Агата Бузек — сестра Кристина
- Вики МакКлюр — Дейв
- Ли Асквит-Коу — Сильвер
- Бенедикт Вонг — мистер Чун
- Сенем Темиз — Бенки
- Йен Пири
- Шиван Хьюлетт — Трейси
- Санти Скинелли — Камблек
- Шонн Грегори
- Виктория Бивик — Изабель
- Дэвид Брэдли (англ.) — Билли

## Производство
Съёмки начались 12 марта 2012 года, и происходили в Лондоне..
Картина почти полностью была отснята в ночные часы. Такие съёмки включали в себя известные улицы и бездомных людей, причём к процессу привлекали настоящих бомжей.
Джейсон Стейтем заявил, что перед началом съёмок было проведено обширное исследование психического здоровья протагониста. Для этого некоторых бывших военнослужащих опрашивали об имеющемся у них собственном опыте.

## Премьеры
- Венгрия — 9 мая 2013
- Румыния — 10 мая 2013
- Филиппины — 15 мая 2013
- США — 12 июня 2013
- Великобритания — 28 июня 2013
- Ирландия — 28 июня 2013
- Россия — 2 июня 2013
- Нидерланды — 11 июля 2013

## Ограничения
В США фильм был запрещён к показу для подростков младше 17 лет, а в Великобритании и Ирландии — подросткам младше 15 лет, из-за наличия в картине сцен с грубым и жестоким насилием, обнажённостью и обсценной лексикой. Однако в России фильм получил ограничение «12+».